# Камна Гора
Камна Гора (словен. Kamna Gora) је насељено место у општини Словенске Коњице, Савињска регија, Словенија.

## Историја
До територијалне реорганизације у Словенији била је у саставу старе општине Словенске Коњице.

## Становништво
У попису становништва из 2011. године, Камна Гора је имала 122 становника.
| Број становника према пописима | Број становника према пописима | Број становника према пописима |
| ------------------------------ | ------------------------------ | ------------------------------ |
| 1991                           | 2002                           | 2011                           |
| 108                            | 117                            | 122                            |